# Ilonda Lūse
Ilonda Lūse (Riga, 11 juli 1972) is een voormalig Lets schaatsster.

## Biografie
In 1994 deed de studente scheikunde Lūse voor het eerst mee aan het EK Allround, later dat jaar deed ze ook mee aan de Olympische Spelen in Lillehammer. Hiermee was ze de eerste schaatser sinds 1939 die namens Letland op een groot toernooi uitkwam. Tot en met 2002 zou ze regelmatig mee blijven doen aan EK's, WK's en wereldbekerwedstrijden, maar nergens behaalde ze aansprekende resultaten.

## Persoonlijke records
| Afstand    | Tijd    | Datum           | Baan    |
| ---------- | ------- | --------------- | ------- |
| 500 meter  | 0 40,98 | 15 maart 2001   | Calgary |
| 1000 meter | 1.19,77 | 18 maart 2001   | Calgary |
| 1500 meter | 2.02,63 | 16 maart 2001   | Calgary |
| 3000 meter | 4.17,96 | 4 november 2000 | Calgary |
| 5000 meter | 7.26,24 | 16 maart 2001   | Calgary |

## Resultaten
| Jaar | EK Allround | WK Allround | WK Sprint | WK Afstanden | Olympische Spelen                      | Wereldbeker         |
| ---- | ----------- | ----------- | --------- | ------------ | -------------------------------------- | ------------------- |
| 1994 | NC22        |             |           |              | 25e 3000m                              |                     |
| 1995 | NC20        | NC25        |           |              |                                        |                     |
| 1996 | NC24        | NC26        |           |              | 50e 3/5km                              |                     |
| 1997 | NC24        | NC30        |           |              | 50e 500m 53e 1000m 41e 1500m 38e 3/5km |                     |
| 1998 |             |             | 32e       |              | 39e 1000m 32e 1500m 28e 3000m          | 44e 3/5km           |
| 1999 | NC21        |             |           |              |                                        | 49e 1500m 41e 3/5km |
| 2000 | NC18        |             |           |              | 46e 3/5km                              |                     |
| 2001 |             |             |           | DQ 5000m     | 40e 3/5km                              |                     |
| 2002 | NC22        |             |           |              | 35e 1500m 30e 3000m                    |                     |

NC# = niet gekwalificeerd voor de laatste afstand, maar wel als # geklasseerd in de eindrangschikking
DQ = gediskwalificeerd
- Nationale Bibliotheek van Letland: 000220715
- Virtual International Authority File: 520144783105001815359